# Мирон (Ходаковський)
Мирон (Ходаковський) (21 жовтня 1957, Білосток — 10 квітня 2010, Смоленськ) — архієпископ Гайнівський, вікарій Варшавської єпархії Православної церкви Польщі, православний ординарій Війська Польського, бригадний генерал. Трагічно загинув в авіакатастрофі під Смоленськом 10 квітня 2010 року.

## Біографія

### Юність
Мирослав Ходаковський народився 21 жовтня 1957 року в Білостоці. 
У 1972 році почав навчання у Варшавській православній духовній семінарії. З 1976 року навчався у Вищій православній духовній семінарії в Яблочині. 
Після випуску з семінарії служив в ній інтендантом і вчителем. 

### Початок служіння
17 грудня 1978 намісником Яблочинского Онуфріївського монастиря архімандритом Саввою (Грицуняком) був пострижений у рясофор, а 26 грудня того ж року митрополитом Варшавським Василієм (Дорошкевичем) був висвячений у сан диякона. 15 лютого 1979 тим же владикою - на священика. 
На початку листопада 1979 прийняв чернечий постриг з ім'ям Мирон і в тому ж місяці був призначений виконуючим обов'язки намісника Яблочинського монастиря, настоятелем місцевої парафії та ректором місцевої Вищої православної духовної семінарії. 
У 1981 році став намісником Яблочинського монастиря. 
У 1982 році за ініціативою єпископа Білостоцького Савви (Грицуняка) був направлений в Супрасль для відродження тут парафіяльного і монастирського життя. У червні 1984 року возведений у сан ігумена, а в жовтні того ж року призначений настоятелем парафії у Супраслі і начальником тутешнього скиту. У зв'язку з реституцією Супрасльського монастиря стає його намісником. У 1990 році визначенням Священного синоду Православної церкви Польщі возведений у сан архімандрита. Завдяки його турботам почалася реконструкція Благовіщенського собору та ремонт монастирських будівель. 
У 1993-1995 роках обіймав посаду духівника Православного братства святих Кирила і Мефодія.

### Архієрейське служіння
10 травня 1998 був висвячений на єпископа Гайновского, вікарія Варшавської єпархії. За пропозицією Священного синоду Православної церкви Польщі, міністром оборони Польщі єпископ Мирон був призначений головою Православного ординаріату Війська Польського, а в день військового свята 15 серпня 1998 від президента Польщі Олександра Кваснєвського отримав звання бригадного генерала (генерал-лейтенанта). 
10 травня 2008 зведений у сан архієпископа. 
Архієпископ Мирон неодноразово відвідував Україну, брав участь у зустрічах з представниками Української православної церкви (Московського патріархату) та інших заходах цієї юрисдикції.

### Трагічна загибель
Загинув в авіакатастрофі під Смоленськом 10 квітня 2010 року серед 96 осіб офіційної польської делегації, що прямувала в Катинь для участі в меморіальних заходах. Серед делегації загинули також президент Польщі Лех Качиньський, його дружина, відомі політики, майже все керівництво Збройних сил, священики, громадські діячі.

### Прощання і поховання
Прощання з архієпископом Мироном відбулося 19 квітня 2010 року у Варшаві у кафедральному соборі на честь святої Марії Магдалини. Божественну літургію у співслужінні собору архіпастирів і в присутності безлічі віруючих, що зібралися в храмі і навколо нього, очолив митрополит Варшавський і всієї Польщі Савва (Грицуняк).
Після Літургії відбулося прощання, у якому взяли участь прибулі з усієї Польщі священнослужителі та віруючі, а також представники державного керівництва, дипломатичного корпусу, Європейського парламенту, Збройних сил, прикордонної охорони, поліції, пожежної та пенітенціарної служб, інших відомств та установ. Серед присутніх були заступник голови ради міністрів Польщі Вальдемар Павляк, віце-голова польського сейму Ярослав Калиновський та інші. Попрощатися з архієпископом Мироном прибули також католицькі ієрархи, представники ряду протестантських громад. 
У надгробному слові Блаженніший Митрополит Савва (Грицуняк) підкреслив важливість служіння, яке здійснював новопреставлений архієпископ Гайновський Мирон, нагадав про його діяльність на посаді православного ординарія Війська Польського. 
Зі словами прощання також виступили міністр національної оборони Богдан Кліх, міністр науки та вищої освіти Барбара Кудрицька, заступник начальника Генерального штабу генерал-лейтенант Мечислав Стаховяк, депутат Європарламенту Міхал Камінський та інші. 
Після завершенні служби урочиста процесія пройшла навколо храму, потім траурний кортеж із труною покійного ієрарха у супроводі поліцейського ескорту відправився в Супрасльський монастир, намісником якого владика Мирон був протягом багатьох років. 
Зважаючи на велику кількість віруючих багато хто з них не зміг потрапити у монастирський храм, і спеціально для них були встановлені телемонітори, за якими транслювалося заупокійне богослужіння. 
Від імені прем'єр-міністра Польщі Дональда Туска на прощанні з покійним архіпастирем була присутня міністр науки та вищої освіти Барбара Кудрицька. 
Похований архієпископ Мирон у крипті Благовіщенського храму Супрасльського монастиря. 

### Сайти
- (рос.) Архиепископ Мирон (Ходаковский), православный ординарий Войска Польского, погребен в Супрасльском Благовещенском монастыре [Архівовано 12 травня 2010 у Wayback Machine.]
- (рос.) Мирон (Ходаковський) в енциклопедії «Древо» [Архівовано 5 травня 2010 у Wayback Machine.]